# E-cigareta
E-cigareta je elektronski sklop zamišljen kao zamjena za klasičnu cigaretu.

## Naziv i izum
Osim naziva e-cigareta često se koriste: elektronska cigareta, elektronička cigareta, eCigareta ili električna cigareta. Prvu e-cigaretu 2004. godine dizajnirao je i patentirao Lik Hun - korporacija Ruyan iz Kine.

## Utjecaj na zdravlje:
E-cigareta predstavlja zdraviju alternativu pušenju. Zdravija je zbog toga što ne sadrži u sebi više od 4.000 kemijskih sastojaka kao klasična cigareta. Sadrži samo tekućinu s nikotinom. Dim, kojeg oslobađa, je u svojoj biti vodena para obogaćena nikotinom. Zbog toga što su manje štetne, u većini zemalja Europske unije i SAD-u, e-cigarete su dozvoljene za pušenje na mjestima gdje postoji zabrana pušenja klasičnih cigareta. Uz to što prva istraživanja pokazuju da su e-cigarete manje štetne za zdravlje, Svjetska zdravstvena organizacija (WHO) upozorava da su ta istraživanja još uvijek nedostatna i da je prerano za takav zaključak.

## Kemijski sastav tekućine:
Gotovo sve tekućine za e-cigarete na tržištu sastoje se od samo 4 primjese:
1. Glicerin (biljnog podrijetla)
2. Propilen glikol
3. Nikotin
4. Arome

Udio pojedinih primjesa o proizvođaču. Popularni su unaprijed zadani omjeri glicerina i propilen glikola 70/30, 50/50, 100/0, kao i koncentracije nikotina od 3, 6 ,9 i 18 mg/mL.
Primjer udjela jedne tekućine:
- Propylene glycol 85%
- Nicotine 6%
- Glycerol 2%
- Essence 2%
- Organic acid 1%
- Anti-oxidation agent 1%

## Tehnologija
E-cigarete se sastoje iz 3 osnovna dijela: baterije, električnog raspršivača i nikotinskog punjenja. Baterije su uglavnom litij-ionske, punjive s LED lampicom na vrhu koja imitira žar. Električni raspršivač zadužen je za kontrolu rada uređaja i oslobađanje pare obogaćene nikotinom prilikom uvlačenja. Nikotinsko punjenje služi kao spremnik tekućine s nikotinom, te se mijenja kada se potroši. Jedno nikotinsko punjenje traje kao 8–50 klasičnih cigareta, ovisno o proizvođaču i navikama pušenja. E-cigareta se uglavnom automatski aktivira prilikom uvlačenja, te s nakon uvlačenja i sama deaktivira. Postoje i modeli s dodatnim gumbom na čije se pritiskanje akrivira električni raspršivač.

## Proizvodi
Postoji više proizvođača elektronskih cigareta, čiji se modeli razlikuju u veličini i kvaliteti. Najnoviji proizvodi sve više izgledom, dimenzijama i opipom nalikuju klasičnoj cigareti. Uz osnovni proizvod, e-cigaretu i nikotinska punjenja, mnogi proizvođači proizvode razne dodatke, kao npr. USB punjače za bateriju, punjač za auto, torbice za prenošenje.

## Vanjske poveznice
Izvještaj o sigurnosti korištenja e-cigarete na Engleskom jeziku